# Симон де Больё
Симон де Больё (Simon De Beaulieu, его имя также пишут как Simeone, а фамилию как Belloloco; ум. 18 августа 1297, Орвието, Папская область) — католический церковный деятель XIII века. Учился в Парижском университете. В 1281 году стал архиепископом Буржа. На консистории 1294 года был провозглашен кардиналом-епископом Палестрины. Участвовал в Конклаве 1294 года, избравшим папой Бонифация VIII.